# Potentilla psammophila
Potentilla psammophila es una especie de planta del género Potentilla, perteneciente a la familia Rosaceae.

## Taxonomía
Potentilla psammophila fue descrita por Jiří Soják en 2009.

## Distribución
Se encuentra en el territorio de República Checa.